# أطفال الشوارع في الهند

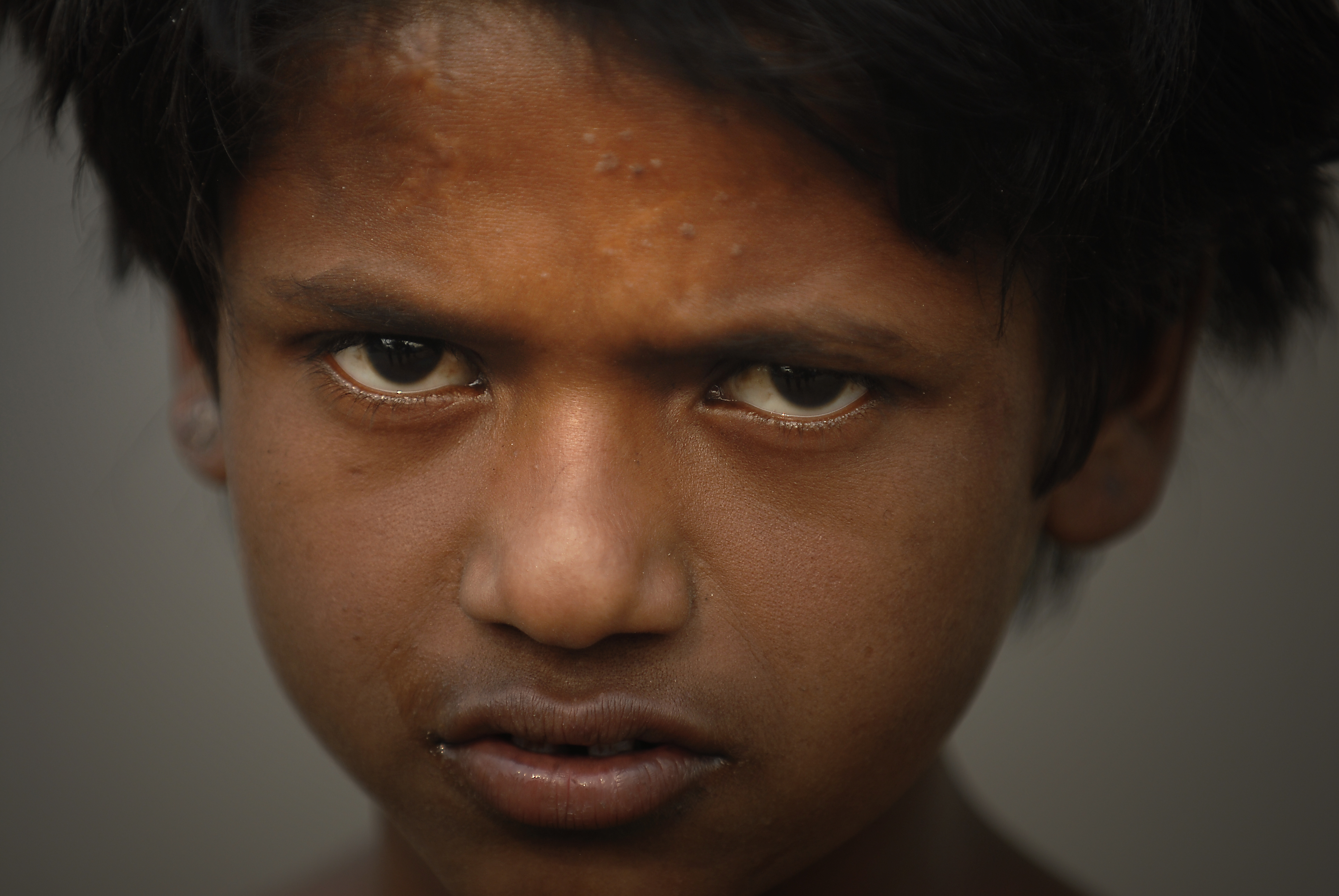
طفل في الشارع في نيودلهي.

طفل الشارع هو من أصبح الشارع (الشارع بالمعنى العام، ويضم المساكن غير المأهولة والأراضي الخالية وغيرها) مسكنه ومستقره. وهو غير محمي أو معتنى به بشكل مناسب من قبل بالغين مسؤولين.
يوجد في الهند ما يقدر بمائة ألف من أطفال الشوارع أو أكثر في كل من المدن التالية: نيودلهي، كولكاتا، ومومباي. وبسبب النزاع العائلي بشكل رئيسي، يأتون للعيش في الشوارع ويتحملون المسؤولية الكاملة عن رعاية أنفسهم، بما في ذلك العمل على توفير المعاش وحماية أنفسهم. على الرغم من أن أطفال الشوارع يجتمعون كعصابات في بعض الأحيان لتحقيق قدر أكبر من الأمن، إلا أنهم غالبًا ما يكونون عُرضةً لاستغلال أرباب العمل والشرطة.
تتطلب ظروف أطفال الشوارع في الهند وما يتعرضون له تشريعات محددة واهتمامًا من الحكومة والمنظمات الأخرى لتحسين حالتهم.

## توضيح التعريف

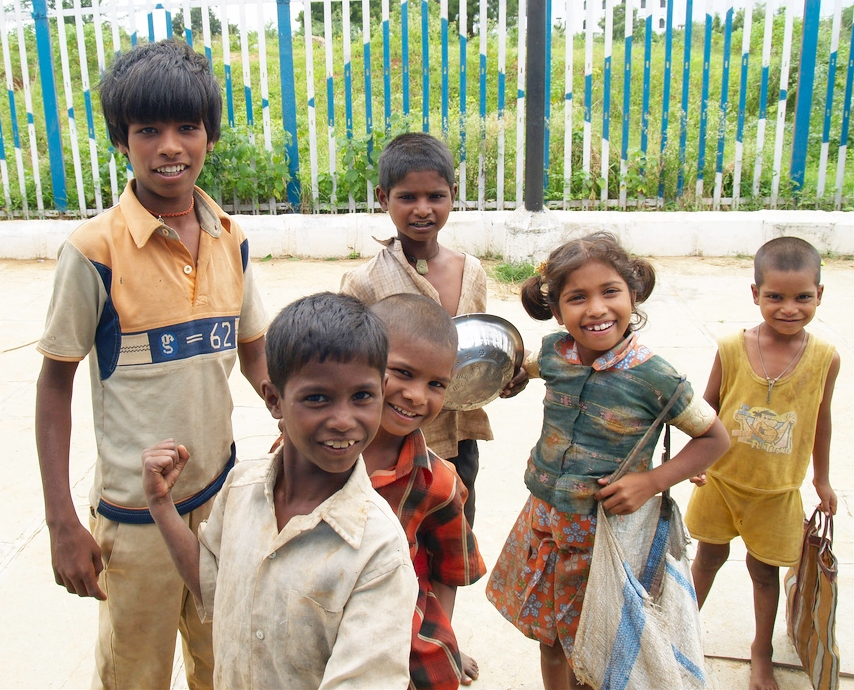
أطفال شوارع على رصيف محطة قطار في مقاطعة ميداك الهندية في أندرا برديش.

في السنوات الأولى من البحث عن أطفال الشوارع، تضمن مصطلح «طفل الشارع» أي طفل يعمل في الشارع. طبقا لأبحاث حول الموضوع، تم التمييز بين فئات مختلفة من الأطفال في الشوارع، مع إدراك أن تجارب الأطفال المعقدة يصعب تحديدها. قام مارك و. لوسك، الباحث البارز حول أطفال الشوارع، بتحديد أربع فئات من الأطفال في الشارع من خلال بحثه، قسمهم كالآتي:
- الأطفال الذين يعملون في الشارع ولكنهم يعودون إلى أسرهم في الليل
- الأطفال الذين يعملون في الشارع ولكن علاقاتهم العائلية واهنة
- الأطفال الذين يعيشون ويعملون مع أسرهم في الشارع
- الأطفال الذين يعملون ويعيشون في الشوارع بمفردهم

أصبح مصطلح «طفل الشارع» يشير فقط إلى المجموعة الأخيرة. تعرف اليونيسف طفل الشارع بأنه "... أي فتاة أو فتى  ... أصبح الشارع (بالمعنى الأوسع للكلمة، بما في ذلك المساكن غير المأهولة، والأراضي القاحلة، إلخ) مسكنه المعتاد و / أو مصدر رزقه؛ والذين لا يتمتعون بحماية كافية أو يشرف عليهم أو يوجههم بالغون مسؤولون ". من المهم التمييز بين مجموعة الأطفال الذين يعيشون بمفردهم في الشوارع لأن حياتهم تختلف اختلافًا كبيرًا عن حياة الأطفال الذين يعملون ببساطة في الشوارع؛ حيث أن لديهم بالتالي احتياجات مختلفة وتتطلب الاهتمام الخاص.
بينما يعمل 18 مليون طفل في شوارع الهند،  يقدر أن ما بين 5 إلى 20 في المائة منهم فقط هم بلا مأوى ومنفصلين عن أسرهم وينطبق عليهم تعريف اليونيسيف المتعلق بأطفال الشوارع. نظرًا لأن أطفال الشوارع في الهند يتعرضون لمتغيرات سلبية -مثل مقدار الوقت الذي يقضونه في الشارع، ومعيشتهم حسب الشارع، وافتقارهم إلى الحماية والرعاية من البالغين- فهم مجموعة فرعية من السكان الهنود الذين يستحقون اهتمامًا خاصًا من أجل ضمان احتياجاتهم،  باعتبارهم أضعف مجموعة من الأطفال في الهند وفقًا لليونيسيف، فهم بحاجة لأن يُفهموا بشكل أكبر ما أمكن.

## مميزات
من الصعب الحصول على بيانات دقيقة حول أطفال الشوارع في الهند بسبب الطابع العائم لهذه المسألة. أطفال الشوارع عادة ما يفتقدون إلى أي إثباتات لتحديد الهوية ويتنقلون باستمرار. من بين 50,000 شخص في الهند يتم الإبلاغ رسميًا عن مغادرتهم سنويًا للمنزل، فإن 45٪ منهم دون سن 16 عامًا. وهذا الرقم يشك بأن يكون منخفضاً للغاية. وضعت دراسات مختلفة تقديرات لبعض المدن. في أواخر الثمانينيات على سبيل المثال، قُدر عدد أطفال الشوارع ب 100000 على الأقل في كل من كولكاتا وبومباي. بشكل عام، تتراوح تقديرات إجمالي عدد أطفال الشوارع في الهند بين 400000 و 800000.

### الأعمار
نظرًا لصعوبة الحصول على إحصاءات دقيقة عن أطفال الشوارع، فإن المعلومات المتعلقة بأعمارهم تقريبية. معظم أطفال الشوارع في الهند هم أكبر من 6 سنوات، والغالبية تزيد عن 8. كان متوسط عمر أطفال الشوارع في الدراسة التي أجراها المعهد الوطني للشؤون الحضرية عام 1989 هو 13 عامًا. وجدت دراسة أخرى أجرتها اليونيسف عام 1989 أن 72 في المائة من أطفال الشوارع الذين شملتهم الدراسة تتراوح أعمارهم بين 6-12 سنوات و 13 في المائة دون سن 6 سنوات.

### الجنس
غالبية أطفال الشوارع في الهند هم من الأولاد الذكور الذين حصلوا على تعليم ضئيل أو معدوم.

## الأسباب
يختار أطفال الشوارع في الهند مغادرة أسرهم وبيوتهم لأسباب إستراتيجية مختلفة. تم طرح ثلاث فرضيات في محاولة لشرح خياراتهم: الفقر، والأسر الشاذة، والتحضر. يمكن للأدلة إلى حد ما دعم هذه الفرضيات الثلاثة. في إحدى الدراسات التي أجريت على ألف طفل من أطفال الشوارع الذين يعيشون في بومباي في عام 1990، قال 39.1 في المائة من أطفال الشوارع إنهم غادروا المنزل بسبب المشكلات والشجار مع الأسرة، وقال 20.9 في المائة إنهم غادروا بسبب فقر الأسرة، وقال 3.6 في المائة إنهم يريدون أن يروا المدينة. لدى أطفال الشوارع والأطفال الذين يهربون من المنزل بعض المشتركان. الطفل الذي يهرب من المنزل ينتهي به الأمر في الشارع في معظم الحالات. هناك الكثير من البيانات المتاحة حول سبب فرار الأطفال وأسبابه. بعض الأسباب بسيطة وبعضها معقد. السبب يكون أحياناً بسبب سلوك الطفل نفسه، وفي بعض الأحيان تكون الأسباب لدى الوالدين. عدم ذهاب الطفل إلى المدرسة أوالعمل في المنزل، هو أحد الأسباب للهروب أيضا، ويكونُ عادةَ خوفاً من العقاب. كما أن شجار الأخوة بين أنفسهم هو من ضمن الأسباب أيضا.
يغادر معظم الأطفال أسرهم للعيش في الشارع بسبب مشاكل عائلية. تشمل المشكلات العائلية أشياء مثل وفاة أحد الوالدين وإدمان الأب على الكحول والعلاقات المتوترة مع الأبناء وانفصال الوالدين والإساءة والعنف العائلي. بالإضافة إلى ذلك، عادة ما يأتي أطفال الشوارع من أسر تقودها نساء.
معظم الأطفال الذين يغادرون المنزل للعيش في الشوارع يأتون من الأحياء الفقيرة أو المساكن ذات التكلفة المنخفضة، وكلاهما من مناطق الأمية العالية وتعاطي المخدرات والبطالة. عادة ما ينقل الأطفال حياتهم إلى الشوارع من خلال عملية تدريجية؛ تكون البداية بالبقاء في الشارع لليلة أو ليلتين. ثم تتحول تدريجيا إلى مستقر لهم حيث لا يعودون بعدها للمنزل.
يجد أطفال الشوارع أحياناً بأن ظروف معيشتهم وصحتهم الجسدية والعقلية أفضل مما لو كانوا في المنزل؛ ومع ذلك، فإن هذه الحقيقة تتحدث عن الظروف السيئة لمنازلهم بدلاً من الظروف الجيدة في الشارع. ظروف الشوارع بعيدة عن أن تكون صديقة للطفل. بمجرد مغادرتهم المنزل، يتنقل كثير من أطفال الشوارع إلى أماكن أبعد بسبب الخوف من أن يجدهم أقرباؤهم ويجبرونهم على العودة إلى ديارهم. كما يتم اختطاف العديد من الأطفال ومعاملتهم على أنهم عبيد من قبل الخاطفين، حيث يجعلهم الخاطفون يتوسلون من أجل المال طوال اليوم في الشوارع ويستمتعون بالمال الذي يحصلون عليه من الأطفال.

### العمل
بما أن أطفال الشوارع يجب أن يوفروا لأنفسهم، فإن العمل هو جانب مهم للغاية في حياتهم. لسوء الحظ، تكون ظروف عمل أطفال الشوارع في كثير من الأحيان سيئة للغاية لأنهم محصورون في العمل في القطاع غير الرسمي، وهو أمر غير خاضع للتنظيم من قبل الحكومة. في بومباي، يعمل 50,000 طفل بشكل غير قانوني في 11,750 فندق ومطاعم ومقاهي ومحلات شاي وأماكن لتناول الطعام. بسبب افتقار أطفال الشوارع للحماية من الأسرة والقانون، يستغلهم أصحاب العمل في كثير من الأحيان، ويجعلونهم سجناء افتراضيين، وأحياناً يُمنعون الأجر، ويعتدى عليهم. أرباب العمل الذين لا يسيئون معاملة الأطفال في كثير من الأحيان لا يقبلوا توظيفهم لأنهم يعتبرونهك مصدراً للخطر.
بسبب الأجر المنخفض من أرباب العمل، غالبًا ما يختار أطفال الشوارع في الهند العمل لحسابهم الخاص أو العمل في وظائف متعددة. في الواقع، فإن معظمهم يعملون بشكل منفرد. أحد الأنشطة الاقتصادية الأكثر شيوعًا التي يقوم بها الأطفال هو البحث عن مواد قابلة لإعادة التدوير، مثل البلاستيك والورق والمعادن.
تشمل وظائف أخرى تنظيف السيارات، وبيع الأشياء والأدوات الصغيرة مثل البالونات أو الحلويات، وبيع الصحف أو الزهور والتسول وتلميع الأحذية والعمل في الفنادق الصغيرة، والعمل في مواقع البناء والعمل في الأكشاك على جانب الطريق أو محلات التصليح. كما يشارك أطفال الشوارع، وخاصة الأطفال الأكبر سنا، في بعض الأحيان في أنشطة مثل السرقة والتجنيد وتجارة المخدرات والبغاء، رغم أن هذه النسبة صغيرة. يعمل معظم أطفال الشوارع من 8 إلى 10 ساعات يوميًا في أنشطتهم الاقتصادية المختلفة.

### الإنفاق
تتقلب أرباح أطفال الشوارع بشكل كبير، ولكنها عادة ما تكسب فقط ما يكفي للعيش. يكسب معظم أطفال الشوارع في الهند ما بين 200 و 830 روبية في الشهر. عادة ما يصنع الأطفال الذين يعملون لحسابهم الخاص أكثر من الأطفال الذين يعملون تحت إمرة صاحب عمل. وأكبر حساب في ميزانية أطفال الشوارع هو الغذاء، الذي غالبًا ما يكلف 5-10 روبية في اليوم. يشرب العديد من الأطفال الشاي لتخفيف الجوع من أجل خفض نفقات الطعام.
الأموال التي يكسبها أطفال الشوارع والتي لا تنفق على الطعام عادة ما يتم إنفاقها بسرعة على أشياء أخرى لأن الأطفال الأكبر سناً والشرطة كثيراً ما يسرقون أموالهم. هذا النقص في القدرة على الادخار يسبب انعدام الأمن المالي الشديد. في حين أن الأطفال يرسلون أحيانًا بعض أرباحهم إلى أسرهم، فإنهم ينفقون معظم أموالهم الإضافية على الترفيه.
ينفق العديد من أطفال الشوارع 300 روبية شهريًا على الأفلام، رغم أن الأطفال الأكبر سناً يستخدمون أموالهم أيضًا لشراء السجائر ومضغ التبغ والكحول والمخدرات. غالبًا ما ينفق أطفال الشوارع القليل جدًا على الملابس لأن أرباب عملهم يقدمون غالبًا ملابس للعمل أو أن أسرهم تقدم لهم أحيانًا ملابس إذا كانوا يعرفون مكان إقامتهم. كما أن الأولاد من بينهم لا يمانعون في التجول عارياً أو كلياً في الأماكن العامة لأنه يزيد من تعاطف الناس معهم.

## التعليم
تعليم أطفال الشوارع في الهند سيء للغاية وغالبًا ما يكون غير موجود. وجدت دراسة لأطفال الشوارع في بومباي عام 1989 أن 54.5 في المائة لم يسبق لهم الالتحاق بالمدارس وأن 66 في المائة من الأطفال أميون. كشفت دراسة أجريت عام 2004 عن أطفال الشوارع في بومباي أن الظروف كانت متشابهة إلى حد كبير: 60 في المائة من الأطفال لم يلتحقوا بالمدرسة على الإطلاق وأن ثلثيهم تقريباً أميون.
كان ثلاثون في المائة منهم في المدارس الابتدائية، بينما كان 10 في المائة فقط في المدارس المتوسطة أو الثانوية. في الواقع، قال العديد من الأطفال في دراسة عام 2004 أن أحد أسباب فرارهم من المنزل هو أنهم لا يريدون أن يجبروا على العمل وعدم القدرة على الذهاب إلى المدرسة. من الواضح أن متطلبات المعيشة وحدها تجعل من غير المحتمل أن يتمكنوا من الحصول على التعليم من خلال المغادرة.

## العلاقات والتعامل
أطفال الشوارع في الهند معرضون للخطر بشكل خاص بين الأطفال ذوي الدخل المنخفض لأنهم لا يملكون هياكل الدعم التي يتمتع بها الأطفال الآخرون عادة، أي الأسر والدعم النفسي والنقدي الذي يقدمونه. وهكذا، يتبنى أطفال الشوارع استراتيجيات للتعامل مع الحقائق القاسية في حياتهم. بالنسبة للكثيرين، تشمل هذه الاستراتيجيات تطوير شكل خارجي قوي واستقلال قوي لإخفاء ضعفهم. فهم يعيشون في وضع البقاء على قيد الحياة، ويتعين عليهم دائمًا أن يكونوا على دراية ببيئتهم ويحاربون من أجل سلامتهم. تدفع هذه الظروف الأطفال إلى الانخراط في سلوكيات لا يقوم بها الأطفال في العائلات، مثل إنشاء هوية جديدة، واستخدام العدوان بشكل متكرر، وتقييم العلاقات بناءً على ما يمكن اكتسابه منها.
بينما وجد أن غالبية أطفال الشوارع في الهند يستخدمون آليات مواجهة إيجابية للتعامل مع ضغوط حياتهم، يختار البعض استراتيجيات غير قادرة على التكيف، مثل شرب الكحول، وتعاطي المخدرات، وزيارة العاهرات. عند سؤالهم عن تعاطيهم للمواد المخدرة، أفاد العديد من أطفال الشوارع في بومباي أن السبب هو الإحباط فيما يتعلق بالعيش في الشارع أو النزاعات في أسرهم التي تسببت في مغادرة المنزل.
لحسن الحظ، فإن أطفال الشوارع ليسوا وحدهم. شكل العديد منهم مجموعات مع أطفال الشوارع الآخرين لحماية أنفسهم. هذه الجماعات عادة ما يكون لها قائد وإقليم محدد. على الرغم من أن هذه المجموعات توفر الأمان لمعظم الأشخاص، إلا أنه في بعض الأحيان يتم استخدام الأطفال الصغار من قبل الزعيم لسرقة أو القيام بأنشطة غير قانونية أخرى. تقرير أطفال الشوارع في بومباي يشير لاعتمادهم على أصدقائهم طلبًا للمساعدة عندما يكونون مرضى، والمال عند نفادهم، ومعلومات عن العمل عندما يحتاجون إلى وظيفة. يقضي أطفال الشوارع معظم وقت فراغهم مع أصدقائهم، وغالبًا ما يذهبون معهم إلى السينما.
من بين أهم أشكال الحرمان التي يواجهها أطفال الشوارع الافتقار إلى شخص بالغ وقائي وموجه،  ولكن بعض أطفال الشوارع تمكنوا من إيجاد أفراد للقيام بهذا الدور. على الرغم من أن معظمهم يعيشون بمفردهم أو مع الأصدقاء، فإن بعض أطفال الشوارع يقيمون صلات مع عائلات تعيش في الشوارع أو في الأحياء الفقيرة ويرون أن هذه العائلات هي أسرهم البديلة. يجد الكثير من هؤلاء الأطفال «شخصية الأم» التي تهتم بهم عندما يكونون مرضى ويهتمون بسلامتهم.